# Bronisław Marks
Bronisław Marks (ur. 13 sierpnia 1894 w Warszawie, zm. 24 września 1955 tamże) – działacz komunistyczny i związkowy, poseł na sejm PRL I kadencji, 1921-1939 wiceprzewodniczący, a 1950-1954 przewodniczący Zarządu Głównego Związku Zawodowego Robotników Przemysłu Spożywczego, od 1954 sekretarz Centralnej Rady Związków Zawodowych (CRZZ).

## Życiorys

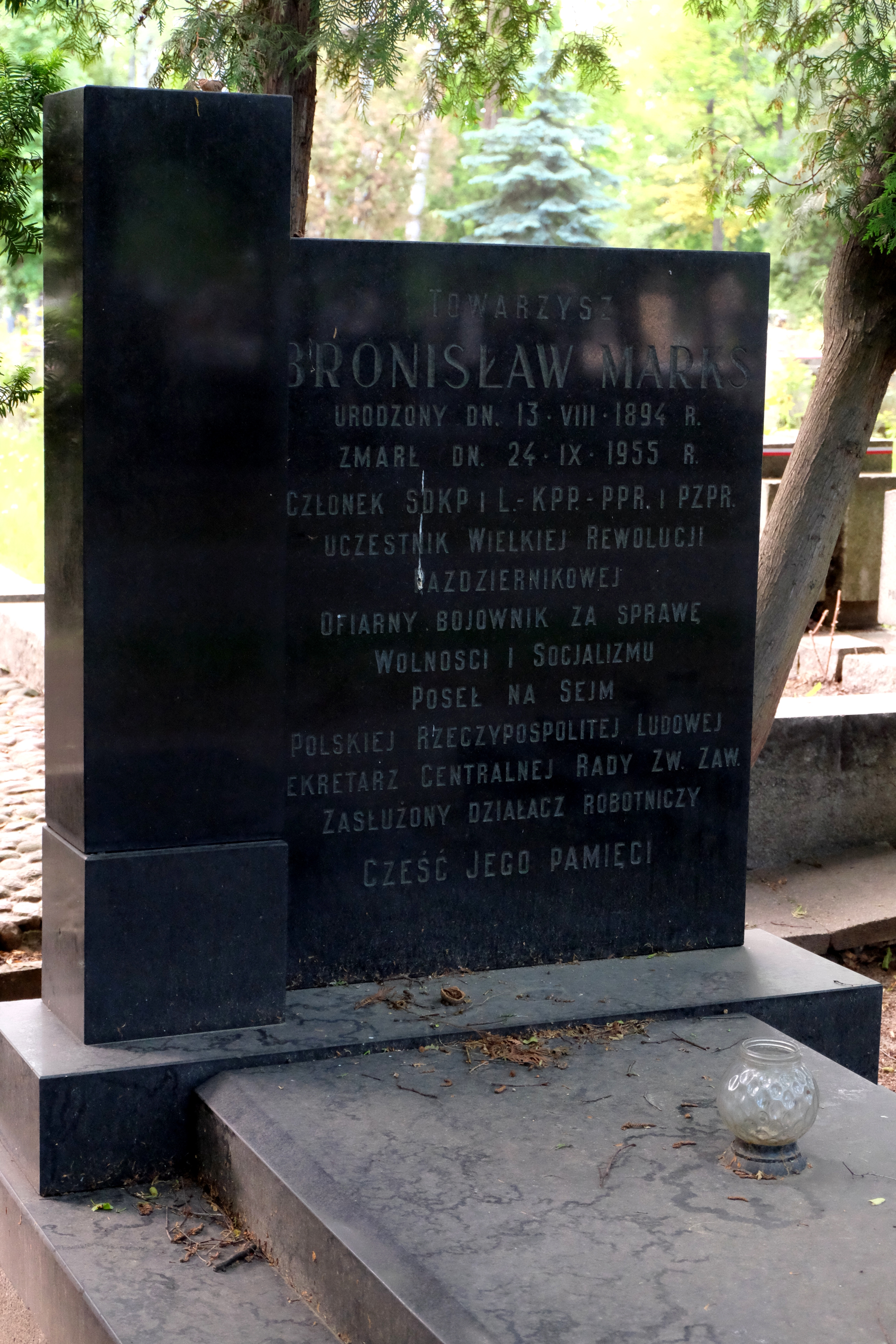
Grób Bronisława Marksa na Cmentarzu Wojskowym na Powązkach w Warszawie

Syn Chryzostoma i Ludwiki z Sochaczyńskich, od 1910 pracował jako piekarz w Warszawie. W 1914 został wysiedlony do Kazania, gdzie pracował w fabryce obuwia, w której w 1917 (po rewolucji lutowej) został sekretarzem komitetu fabrycznego. Członek Zjednoczenia Socjalistycznego Polskiego i kazańskiej grupy SDKPiL i Kazańskiej Rady Delegatów Robotniczych i Żołnierskich. 2 kwietnia 1918 wybrany do kazańskiej Rady Wygnańczej. W sierpniu 1918 wrócił do Warszawy i został członkiem zarządu, a wkrótce sekretarzem Związku Zawodowego Robotników Przemysłu Mącznego (do 1920). W II RP działał w KPP, był m.in. członkiem Komitetu Warszawskiego KPP. 1920–1921 więziony za działalność komunistyczną. Po wyjściu z więzienia został wiceprzewodniczącym Zarządu Głównego Związku Zawodowego Robotników Przemysłu Spożywczego; pozostawał na tym stanowisku do 1939. W 1922 i 1928 kandydował do Sejmu RP - najpierw z listy Związku Proletariatu Miast i Wsi (ZPMiW), potem z listy Jedność Robotniczo Chłopska; za drugim razem został trzecim zastępcą posła. Podczas okupacji hitlerowskiej pracował w młynie. Od lutego 1945 był robotnikiem w Społecznym Przedsiębiorstwie Budowlanym (SPB), a w marcu 1945 został sekretarzem koła PPR w SPB. W listopadzie 1948 został inspektorem piekarnictwa w Warszawskiej Spółdzielni Spożywców. Od listopada 1949 sekretarz Zarządu Oddziału Warszawskiego Związku Zawodowego Pracowników Spółdzielczych. W grudniu 1949 został wiceprzewodniczącym Warszawskiej Rady Związków Zawodowych. Od 11 marca 1950 przewodniczący Zarządu Głównego Związku Zawodowego Pracowników Przemysłu Spożywczego. 26 października 1952 został posłem do Sejmu PRL. Członek sejmowej Komisji Obrotu Towarowego. W maju 1954 został sekretarzem CRZZ. W tym samym roku został odznaczony Orderem Sztandaru Pracy I klasy. Pochowany na Cmentarzu Wojskowym na Powązkach w Warszawie (kwatera A24-tuje-9).